# متل قو (فیلم)
متل قو فیلمی به کارگردانی مسعود نوابی و نویسندگی علیرضا معتمدی و تهیه‌کنندگی بیژن امکانیان محصول سال ۱۳۹۱ است. این فیلم با نگاهی به فیلم زندگی آن‌طور که می‌شناسیمش ساخته شده‌است.

## خلاصهٔ داستان
پری (سولماز حصاری )و شاهین(مجید حاجی زاده) زوجی هستند که به تازگی بچه دار شده اند و به منظور سفر شمال از دو دوست خود سایه(تینا آخوندتبار) وامید (دانیال عبادی) نیز دعوت میکنند که با آنها همسفر شوند امید که به تازگی از همسر خود جدا شده فردی بی برنامه و خوشگذران است و برعکس سایه بسیار به برنامه ریزی پایبند است که به تازگی از آمریکا برگشته است که همین موضوع از ابتدای سفر موجب اختلاف این دو میشود وقتی به شمال میرسد در ویلایی در متل قو اقامت میکنند و ..

## بازیگران
| بازیگر            | نقش        | توضیحات                           |
| ----------------- | ---------- | --------------------------------- |
| دانیال عبادی      | امید مشتاق | دوست شاهین                        |
| تینا آخوندتبار    | سایه       | دوست پری                          |
| مجید حاجی زاده    | شاهین      | همسر پری/دوست امید                |
| سولماز حصاری      | پری        | همسر شاهین/دوست سایه              |
| مونا فرجاد        | مریم       | زن سابق امید/همسر سیاوش           |
| جواد یحیوی        | سروان      | پلیس مواد مخدر                    |
| میرطاهر مظلومی    | ذوقی       | صاحب نمایشگاه اتومبیل/دوست کامبیز |
| کیانوش گرامی      | کامبیز     | دوست ذوقی                         |
| میثم رازفر        | ابی        | مواد فروش و دزد بچه               |
| مهروز ناصر شریف   | اسی        | مواد فروش و دزد بچه               |
| فرخنده فرمانی‌زاده | ژانت       | دوست امید                         |
| معصومه منصوری     | ژاکلین     | دوست امید                         |
| علی برزگر         | مجید       | دوست شاهین و پری                  |
| مهشید قاسمی       | لیلا       | دوست شاهین و پری                  |
| اشکان متقیان      | سیاوش      | همسر جدید مریم                    |
| امیرحسین خوبکار   | پارسا      | فرزند شاهین و پری                 |